# Gekijōban Pocket Monsters Advanced Generation: Pokémon Ranger to Umi no Ōji Manaphy
Pokémon: Ngôi đền đại dương, ra mắt ban đầu ở Nhật Bản với tên là Pokémon Movie: Hoàng tử đáy biển: Manaphy (劇場版ポケットモンスターアドバンスジェネレーション ポケモンレンジャーと蒼海の王子 マナフィ Gekijōban Poketto Monsutā Adobansu Jenerēshon Pokemon Renjā to Umi no Ōji Manafi), là phim hoạt hình Nhật Bản 2006 của đạo diễn Yuyama Kunihiko như là phim thứ 4 và cuối  cùng của Pocket Monsters Advanced Generation, và trong tổng 9 phim Pokémon. Phim ra mắt vào ngày 16 tháng 7 năm 2006 ở Nhật Bản. Ở Bắc Mĩ, Cartoon Network chiếu phim vào ngày 23 tháng 3 năm 2007.
Phim ra mắt lần đầu ở Bắc Mĩ gồm Pikachu ngắn,  Pikachu's Island Adventure, vào Pokémon: Jirachi-Wish Maker. Bài hát chủ đề của phim có tiêu đề là "Mamoru Beki Mono" của  Sowelu.

## Manga:
Makoto Mizobuchi đã viết một bộ manga Pokémon có cùng tên. Bộ phim được phát hành tại Nhật Bản vào năm 2006 và phiên bản tiếng Anh tại Hoa Kỳ vào ngày 5 tháng 8 năm 2008.
Manga Pokemon đầy đủ bằng tiếng Anh: https://www.youtube.com/watch?v=eCYAjZWnzxI

### Sự khác biệt giữa phim và manga:
- Judy không có mặt trong manga.
- Giấc mơ của May cho thấy cô ấy khỏa thân dưới nước, trong khi trong phim cô ấy mặc quần áo đầy đủ.
- Sau khi tàu ngầm của Phantom bị phá hủy, anh ta đe dọa sẽ bắt May làm con tin và sử dụng cây cột làm vũ khí thay vì không thể giữ được nó và bị mắc kẹt bên dưới.
- Manaphy mới sinh vẫn bình tĩnh, không giống như nhân vật trong phim có vẻ khó chịu và lo lắng về thế giới mới bên ngoài quả trứng của mình.
- Vỏ trứng của Manaphy vỡ khi Manaphy nở, thay vì trứng rơi ra khỏi vỏ trước khi nở.
- Manaphy rất vui khi thấy Ash trong cơ thể của Jack Walker sau khi sử dụng Heart Swap trong anime, trong khi trong manga Manaphy có vẻ điềm tĩnh hơn một chút sau khi sử dụng Heart Swap với Ash và Jackie, nhưng vẫn không vui vì May rời đi.
- Cảnh tạm biệt của May và Manaphy ở cuối phim và cảnh Ash gần như chết đuối trước khi trở thành "Vua biển cả" trong manga có vẻ nhẹ nhàng hơn nhiều so với trong phim vì phong cách nghệ thuật của bộ truyện đã được điều chỉnh để phù hợp hơn với trẻ em.
- Mặc dù May đã thất vọng một cách dễ hiểu sau khi được Jackie Walker nói rằng cô không thể mong đợi đứa bé Manaphy sẽ dựa vào cô như một người mẹ nuôi mãi mãi trong cả hai phiên bản vì cuối cùng nó cần phải học cách trở nên độc lập dần dần mà không có cô, chỉ có cảnh phim hoạt hình cô thậm chí còn khóc về điều đó và Lizabeth sau đó đã an ủi May bằng cách ôm cô. Misty cũng vậy, người không thể mong đợi đứa bé Togepi/Togetic sẽ dựa vào cô mãi mãi, vì cuối cùng nó cũng cần phải học cách sống độc lập mà không có cô.
- Thay vì biển báo Người Nước, Phantom mở cánh cửa đến Vương Miện Biển bằng cách chơi một nhạc cụ được gọi là Sáo Nước.
- Trong lúc trốn thoát khỏi tàu ngầm Phantom, Jackie bị tấn công bởi một số Pokémon hệ Nước do cấp dưới của Phantom sử dụng, thay vì Phantom và Pokémon hệ Bọ của họ.

## Phân vai
| Nhân vật         | Diễn viên lồng tiếng Nhật | Lồng tiếng Anh   |
| ---------------- | ------------------------- | ---------------- |
| Satoshi/Ash      | Matsumoto Rica            | Natochenny Sarah |
| Haruka/May       | Suzuki Kaori              | Knotz Michele    |
| Masato/Max       | Yamada Kyoko              | Roger Kayzie     |
| Takeshi/Brock    | Ueda Yuji                 | Rogers Bill      |
| Pikachu          | Ōtani Ikue                | Ōtani Ikue       |
| Musashi/Jessie   | Hayashibara Megumi        | Knotz Michele    |
| Kojirou/James    | Miki Shin-ichiro          | Zoppi Jimmy      |
| Nyarth/Meowth    | Inuyama Inuko             | Zoppi Jimmy      |
| Jack Walker      | Kōichi Yamadera           | Rich McNanna     |
| Tên trộm         | Hiroshi Fujioka           | Schussler Eric   |
| Hiromi/Lizabeth  | Manabe Kaori              | Williams Emily   |
| Judy             | Becky                     | Krempa Rhonda    |
| Manaphy          | Shiratori Yuri            | Knotz Michele    |
| người dẫn chuyện | Ishizuka Unshou           | Parsons Rodger   |